# Chloropsis palawanensis
Verdinho-de-garganta-amarela ou melro-de-água-de-garganta-amarela (Chloropsis palawanensis) é uma espécie de ave da família Chloropseidae.
É endémica das Filipinas.
Os seus habitats naturais são: florestas subtropicais ou tropicais húmidas de baixa altitude.